# Mark Williams (acteur)
Pour les articles homonymes, voir Mark Williams et Williams.
Mark Williams, né le 22 août 1959 à Bromsgrove, dans le Worcestershire, en Angleterre, au (Royaume-Uni), est un acteur, scénariste et présentateur britannique.
Il s'est fait connaître au Royaume-Uni dans une célèbre série de sketchs télévisés pour la BBC : The Fast Show.
Il a notamment interprété le rôle d'Arthur Weasley dans les adaptations cinématographiques de Harry Potter.

## Biographie

### Enfance et formation
Mark Williams est né le 22 août 1959 à Bromsgrove, dans le Worcestershire, en Angleterre, au (Royaume-Uni).

## Filmographie

### Comme acteur

#### Télévision
- 1988 : Red Dwarf : Petersen (saison 1 et 2)
- 1996-2000 : The Fast Show (en) : (nombreux personnages)
- 2007 : Inspecteur George Gently : Joe Bishop (1 épisode)
- 2008 : Raison et Sentiments, télésuite en trois épisodes : Sir John Middleton
- 2010 : Merlin, saison 3 : Voix du gobelin
- 2009 : Miss Marple, saison 4 : Claude Evans (épisode : Pourquoi pas Evans ?)
- 2012 : Doctor Who : Brian Willams (épisodes: Des dinosaures dans l’espace et L’Invasion des cubes)
- 2012 : Being Human : La Confrérie de l'étrange : Regis
- depuis 2013 : Père Brown (en) : Le Père Brown
- 2021 : Inspecteur Barnaby : Pat Everett (1 épisode)
- 2023 : Safe : Le voisin voyeur (1 épisode, saison 1, épisode 3)

#### Cinéma
- 1982 : Privileged (en) de Michael Hoffman : Wilf.
- 1987 : Soleil grec de Clare Peploe : Benny.
- 1987 : Out of Order de Jonnie Turpie : PC.
- 1994 : Le Prince de Jutland de Gabriel Axel : Aslak.
- 1996 : Les 101 dalmatiens de Stephen Herek : Horace.
- 1997 : Le Petit Monde des Borrowers de Peter Hewitt : Jeff.
- 1999 : Whatever Happened to Harold Smith? de Peter Hewitt
- 1999 : Shakespeare in Love de John Madden : Wabash.
- 2001 : Rouge à lèvres et arme à feu : Tremaine
- 2002 : Harry Potter et la Chambre des secrets : Arthur Weasley
- 2004 : Harry Potter et le Prisonnier d'Azkaban : Arthur Weasley
- 2004 : Tournage dans un jardin anglais : Ingoldsby
- 2004 : Cody Banks, agent secret 2 : Destination Londres : inspecteur crescent
- 2005 : Harry Potter et la Coupe de feu : Arthur Weasley
- 2007 : Stardust, le mystère de l'étoile : Billy
- 2007 : Harry Potter et l'Ordre du phénix : Arthur Weasley
- 2009 : Harry Potter et le Prince de sang-mêlé : Arthur Weasley
- 2010 : Harry Potter et les Reliques de la Mort-partie 1 : Arthur Weasley
- 2011 : Harry Potter et les Reliques de la Mort-partie 2 : Arthur Weasley
- 2011 : Albert Nobbs de Rodrigo Garcia : Sean.
- 2011 : Flutter de Giles Borg : Raymond.
- 2018 : La Chasse à l'Ours de Joanna Harrison et Robin Shaw : Barry (voix)

## Voix francophones
En France, Philippe Bellay est la voix régulière de Mark Williams, notamment dans la saga Harry Potter. Patrick Préjean double l'acteur pour le rôle de Horace dans le film live Les 101 Dalmatiens de Walt Disney Pictures. À titre exceptionnel, Michel Dodane l'a doublé dans l'émission spéciale Harry Potter : Retour à Poudlard.
Au Québec, Benoît Rousseau est la voix régulière de l'acteur, qu'il double notamment pour les films Harry Potter et le film Shakespeare in Love.
Versions françaises
- Philippe Bellay : films Harry Potter, etc.
- Patrick Préjean : Les 101 Dalmatiens[1]

Versions québécoises
- Benoît Rousseau : Shakespeare in Love, films Harry Potter, etc.